# Споменик природе Стабло храста лужњака у месту Бела Вода
Споменик природе Стабло храста лужњака у месту Бела Вода је заштићено природно добро од 1991. године које се налази у месту Бела Вода, општина Крушевац, а које админастративно припада Расинском управном округу, Шумадији и западној Србији као једном од пет статистичких региона Србије. Представља споменик природе и остатак је древних храстова у долини Западне Мораве.

## Стабло храста лужњака у месту Бела Вода
Заштићено стабло се налази на територији града Крушевца, у месту Бела Вода, локалитет Кисељак, кат. парцела бр. 3332/1, уписана у лист непокретности бр. 9215 КО Бела Вода, у својини Величковић (Милисав) Славке са обимом удела 1536/9215, Величковић (Мирослав) Горана са обимом удела 4607/9215 и Величковић (Радован) Верољуба са обимом удела 3072/9215.
Заштићено стабло је витално, плодоносно са развијеном крошњом и доброг здравственог стања. Обим дебла на прсној висини је преко пет метара, док је само стабло високо скоро седамнаест метара. Његова крошња покрива 180m². Стар је око 330 година.

### Дендрометријске карактеристике
Димензије стабла су:
- прсни пречник на 1,3 м - 1,62 м
- обим на прсној висини на 1,3 м - 5,1 м
- висина круне - 14,2 м
- висина дебла до прве гране - 2,6 м
- висина стабла - 16,8 м
- пречник круне - 15,4 м

## Споменик природе
Храст је први пут заштићен 1991. године а затим и у поступку ревизије 2024. године. Одлуком која је објављена у "Сл. лист града Крушевца", бр. 18/2024. стабло храста лужњака (Quercus robus L.) у месту Бела Вода стављено је под заштиту као споменик природе III категорије, ботаничког карактера. Ступањем на снагу ове Одлуке стављена је ван снаге Одлука о заштити храста лужњака (Quercus robus L.) 01 број: 322-2/91 од 30.12.1991. године.

## Управљач
Споменик природе поверен је на управљање Јавном комуналном предузећу Крушевац.